# Achilles Veen
Achilles Veen is een Nederlandse amateurvoetbalvereniging uit Veen in de Noord-Brabantse gemeente Altena. De clubkleuren zijn groen en wit.

## Algemeen
De club werd op 7 juni 1944 opgericht.
Accommodatie
Tot 2013 werden de thuiswedstrijden op sportpark “De Heuye”, net buiten Veen aan de rivier de Maas gelegen, gespeeld. In 2013 kreeg Achilles Veen een nieuw sportpark. Meer dan de helft van het aantal stemmen koos voor de naam 'Hanen Weide'. Het hoofdveld bestaat uit kunstgras en er werd een compleet nieuw multifunctioneel gebouw geplaatst met aangrenzende tribune. Die tribune draagt sinds 2024 de naam van erelid Ad Kwetters.

## Standaardelftal
Het standaardelftal speelt sinds het seizoen 2011/12 in de Vierde divisie, voorheen de Hoofdklasse genaamd.
In 1988 promoveerde Achilles Veen via een kampioenschap naar de Tweede Klasse. Zes jaar later werd ook in de Tweede Klasse een kampioenschap behaald en daarmee promotie afgedwongen naar de Eerste Klasse, op dat moment het hoogste niveau in het zaterdagvoetbal. In dat kampioenjaar werd ook beslag gelegd op de Districtsbeker Zuid I. In 1995 liep Achilles Veen op een haar na het kampioenschap mis in de Eerste Klasse. In 1996 werd de Eerste Klasse omgedoopt tot Hoofdklasse en op dat niveau hield Achilles Veen het vol tot 2001. In 2003 volgde weer een kampioenschap in de Eerste Klasse, maar Achilles Veen kon het toen slechts één jaar volhouden in de Hoofdklasse. In 2011 werd opnieuw via een kampioenschap promotie naar de Hoofdklasse afgedwongen. Daarna degradeerde Achilles Veen niet meer. Wel werd nog een aantal keren een gooi gedaan naar promotie naar de Derde Divisie, maar daar slaagde de club tot nu toe nog niet in. In 2024 werd wel nog een keer beslag gelegd op de Districtsbeker Zuid I door in de finale in Oisterwijk competitiegenoot VV GOES te verslaan.

### Erelijst
Districtsbeker Zuid I
Winnaar in 1994
Winnaar in 2024

### Competitieresultaten 1991–heden
| 4 2B |

| 3 2A |

| 2 2A |

| 1 2A |

| 2 1B |

| 3 1B |

| 6 A |

| ö A |

| 9 B |

| 9 B |

| 12 B |

| 3 1C |

| 1 1C |

| 14 A |

| 8 1B |

| 7 1C |

| 9 1C |

| 3 1C |

| 6 1C |

| 6 1C |

| 1 1C |

| 11 B |

| 11 B |

| 6 B |

| 4 A |

| 4 A |

| 4 A |

| 5 A |

| 11 A |

| 4* A |

| -- A |

| 5 A |

| 11 A |

| 2 C |

| 11 B |

| C |

| Vierde divisie Hoofdklasse | Eerste klasse | Tweede klasse |

In elke staaf van de grafiek staat van boven naar beneden vermeld: 
- Eindnotering

Dit is de positie die de club heeft bereikt in de competitie, zonder eventuele beslissings-, play-off- of nacompetitiewedstrijden die nodig zijn geweest om bijvoorbeeld de kampioen van de competitie te bepalen.
Indien een * achter het getal staat is de notering een tussenstand en kan het zijn dat de notering niet overeenkomt met de uiteindelijke eindstand van de competitie.
Staat er een - dan is het seizoen nog bezig en is er geen definitieve uitslag bekend.
Staat er xx op de positie van de notering, dan heeft de club vroegtijdig de competitie verlaten. Dit kan onder andere komen door terugtrekking van het team, faillissement van de club of door een uitgedeelde straf van de KNVB. In veel gevallen staat elders in het artikel de reden vermeld.
Staat er een ? dan is het resultaat uit het verleden onbekend, en is alleen de competitie of het niveau bekend van dat seizoen.
In de seizoenen 2019/20 en 2020/21 werd wegens de coronacrisis het amateurvoetbal afgebroken. Daardoor kennen deze staven geen eindklassering (middels -- weergegeven).
- Competitieniveau en afdelingsletter of Officiële eindstand Eredivisie
  - Competitieniveau en afdelingsletter

Hierbij geeft het getal het niveau weer, dat ook terug te vinden is in de legenda. De letter is de afdelingsaanduiding en wordt gebruikt wanneer er meer afdelingen zijn op hetzelfde niveau. De afdelingsletter is altijd een hoofdletter en wordt meestal zonder nummer gebruikt.
Voorbeeld: 2F is niveau 2e klasse competitie F.
Het competitieniveau en nummer wordt niet vermeld wanneer er slechts één competitie van dit niveau was.
  - Officiële eindstand Eredivisie (getal staat tussen haakjes vermeld)

Sinds de introductie van play-offwedstrijden voor Europees voetbal na afloop van de reguliere competitie in 2005/06, is de KNVB verplicht een eindstand van de Eredivisie door te geven aan de UEFA aan de hand van deze play-offwedstrijden.
Bij deze eindstand staan clubs die zich hebben gekwalificeerd voor Europees voetbal hoger dan clubs die zich niet wisten te kwalificeren. Indien er geen verschil was tussen de eindnotering en de officiële eindstand, staat dit getal niet vermeld.

- Onderafdeling

Hier staat afgekort de naam van de onderafdeling indien de club in dat jaar in een onderafdeling uitkwam. Tevens staat deze afkorting in de legenda en wordt gelinkt naar het artikel over deze onderafdeling. Deze afkorting wordt alleen vermeld wanneer de club in het verleden in verschillende onderafdelingen heeft gespeeld. Deze vermelding is in de staaf altijd in kleine letters. Deze onderafdelingen zijn na het seizoen 1995/96 afgeschaft. Heeft de club in slechts één onderafdeling gespeeld, dan is dit alleen terug te vinden in de legenda.
Onder de staaf staat het jaartal vermeld waarin het seizoen is afgesloten. 15 verwijst naar het seizoen 2014/15 of eventueel het seizoen 1914/15.
Wanneer een staaf leeg is, zijn deze gegevens niet bekend. Het kan ook zijn dat de club dat seizoen niet heeft meegespeeld op het hogere amateurniveau, vroegtijdig de competitie heeft verlaten of uit de competitie is gezet.

In het seizoen 1944/45 was er wegens de Tweede Wereldoorlog geen regulier competitievoetbal.

## Achilles Veen in de KNVB Beker
Dit schema laat de resultaten zien van Achilles Veen tegen profclubs in de KNVB Beker.
| Seizoen | Ronde    | Wedstrijd                        | Uitslag |
| ------- | -------- | -------------------------------- | ------- |
| 2000/01 | Groep 10 | Helmond Sport - Achilles Veen    | 4-1     |
| 2000/01 | Groep 10 | Achilles Veen - SBV Eindhoven    | 2-2     |
| 2019/20 | 1e ronde | Achilles Veen - Roda JC Kerkrade | 0-2     |

## Bekende (oud-)spelers/trainers
- Taoufik Ameziane
- Aad Andriessen (trainer)
- Clemens Bastiaansen (trainer)
- Johan van Bijsterveld (trainer)
- Nikki Baggerman
- Thijs van den Berg
- Maarten Boddaert
- Mathijs Donatz
- Jean-Paul van Gastel
- Ramon van Haaren
- John Karelse (trainer)
- Ayden Kuijpers
- Giovanni Franken (trainer)
- John Lammers
- Bas van Loon
- Theo Martens
- Joep van den Ouweland
- Ronnie Reniers
- Ingo van Weert
- Rowin van Zaanen